# 新潟市民芸術文化会館

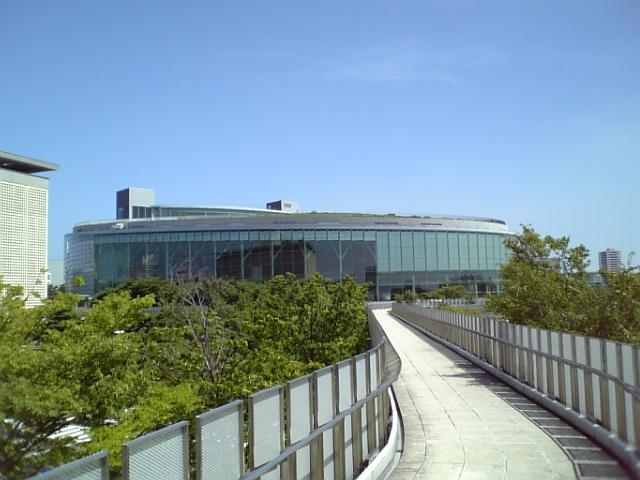
りゅーとぴあと空中庭園、各施設を結ぶペデストリアンデッキ

新潟市民芸術文化会館（にいがたしみんげいじゅつぶんかかいかん）は、新潟県新潟市中央区の白山公園にあるホール施設。愛称「りゅーとぴあ」。施設は新潟市が所有し、公益財団法人新潟市芸術文化振興財団が指定管理者として運営管理を行っている。

## 概要
1980年代半ば、新潟市内では本格的な音楽ホール施設の建設を求める声が高まっていた。また白山公園内に1938年開館した新潟市公会堂は当時既に著しく老朽化して多目的使用に耐え切れなくなりつつあり、また1977年に開館した新潟市音楽文化会館も館内のホールの収容能力が500人規模と小さく、大規模な文化活動を行うには手狭になりつつあった。市はこうした状況に呼応して1988年に「セントラルパーク基本計画」を発表。白山公園と周辺地区の整備構想に「新潟市民文化会館」の建設を盛り込み、同年度から「市民文化会館建設基金」の積立を開始した。
その後検討を経て1992年6月23日、市は「館内に2000席規模の大ホール、900席規模の中ホール、350席規模の能楽堂を設置する」など具体的な建設計画を発表。建設地は公会堂と白山庭球場、さらに老朽化が進んでいた新潟市立明鏡高等学校の校舎を撤去し、それらの跡地を充当する方針を明らかにした。この建設計画は賛否両論を呼び、支持派と反対派が入り乱れての論戦は竣工後まで続き、民事訴訟にも発展した。
建設事業の進捗に伴い、公会堂と庭球場は1994年12月1日付で閉鎖され、1995年春までに施設の撤去と更地化を完了した。これに伴って明鏡高校は同年4月から沼垂（現中央区）の新校舎へ移転し、また庭球場は江口（現東区）で新規整備が進められ、同年6月に新潟市庭球場（テニスガーデンにいがた）が竣工した。同年8月17日、市道一番堀通町線（川岸町通）の地下化事業と同時に本体建設に着工。1997年11月22日、施設名称が「新潟市民芸術文化会館」に決定した。　
1998年10月22日に開館記念式典がコンサートホールで開催され、翌10月23日から行われたオープニング事業初日、こけら落とし公演として東京交響楽団のコンサートが開催された。愛称りゅーとぴあは、開館後に一般公募によって決定。かつて市の中心部を堀が巡り、その畔にヤナギの木が植栽されていたことに由来する別称「柳都」（りゅうと）と「ユートピア」（理想郷）を掛け合わせた造語である。
公益財団法人新潟市芸術文化振興財団は新潟市の全額出資による公益法人で、当会館と音楽文化会館の運営管理業務を受託している。1991年発足当初の基本財産は5億円だったが、1993年に10億円に増資している。
劇場としては、コンサート、演劇などを楽しむホールやスタジオを有している。また、屋外は遊歩道と信濃川や堀を意識した庭園風になっており、水の都を現す新潟市をイメージした作りになっている。
2016年度から2018年度までの計画で、大規模改修が予定されており、総事業費は約43億円をかけて、コンサートホール、劇場、能楽堂など全館に渡って、老朽化した舞台機構、音響、照明、電気、空調など各種設備の入替・部品交換、舞台フローリング床貼り替え、つり天井改修、パイプオルガンのオーバーホールなどが行われる。2017年1月から着工、2017年5月15日からコンサートホールを休館しており、2017年6月29日から9月7日まで開館後初の全館休館。

## 施設

### 館内施設
- コンサートホール - 優良ホール100選に選ばれている。一般的なシューボックス形式ではなく、サントリーホール等と同様の「アリーナ形式」が採用されている[4]。
- 劇場
- 能楽堂
- スタジオ
- 練習室
- ギャラリー
- レストラン
- カフェ
- ラウンジ

### 屋外施設
- 空中庭園[5][6]
- 屋上庭園

## 公園内その他の施設
白山公園も合わせて参照。
- 白山神社
- 新潟県政記念館（旧新潟県議会議事堂）
- 新潟市音楽文化会館
- 新潟県民会館
- 新潟市体育館
- 新潟市陸上競技場

## 交通アクセス
- JR ■越後線 白山駅より徒歩で約13分。
- JR新潟駅万代口バスターミナル0・1番線から「■BRT 萬代橋ライン」で「市役所前」下車後、徒歩で約5分。
- 新潟駅万代口よりタクシーで約15分。